# Домбрувно (Вармінсько-Мазурське воєводство)
Домбрувно (пол. Dąbrówno) — село в Польщі, у гміні Домбрувно Острудського повіту Вармінсько-Мазурського воєводства.
Населення — 1014 осіб (2011).

## Демографія
Демографічна структура станом на 31 березня 2011 року:
|          | Загалом | Допрацездатний вік | Працездатний вік | Постпрацездатний вік |
| -------- | ------- | ------------------ | ---------------- | -------------------- |
| Чоловіки | 491     | 89                 | 360              | 42                   |
| Жінки    | 523     | 109                | 318              | 96                   |
| Разом    | 1014    | 198                | 678              | 138                  |